# Утхаузен
Утхаузен (нем. Uthausen) — коммуна в Германии, в земле Саксония-Анхальт, входит в район Виттенберг в составе городского округа Кемберг.
Население составляет 196 человек (на 31 декабря 2008 года). Занимает площадь 8 км².

## История
Первое упоминание о поселении относится к 1308 году.
1 января 2010 года, после проведённых реформ, коммуны Вартенбург, Дабрун, Зельбиц, Ойч, Радис, Раккит, Ротта, Утхаузен, Шлезен — были включены в состав городского округа Кемберг, а управление Кемберг было упразднено.

## Галерея

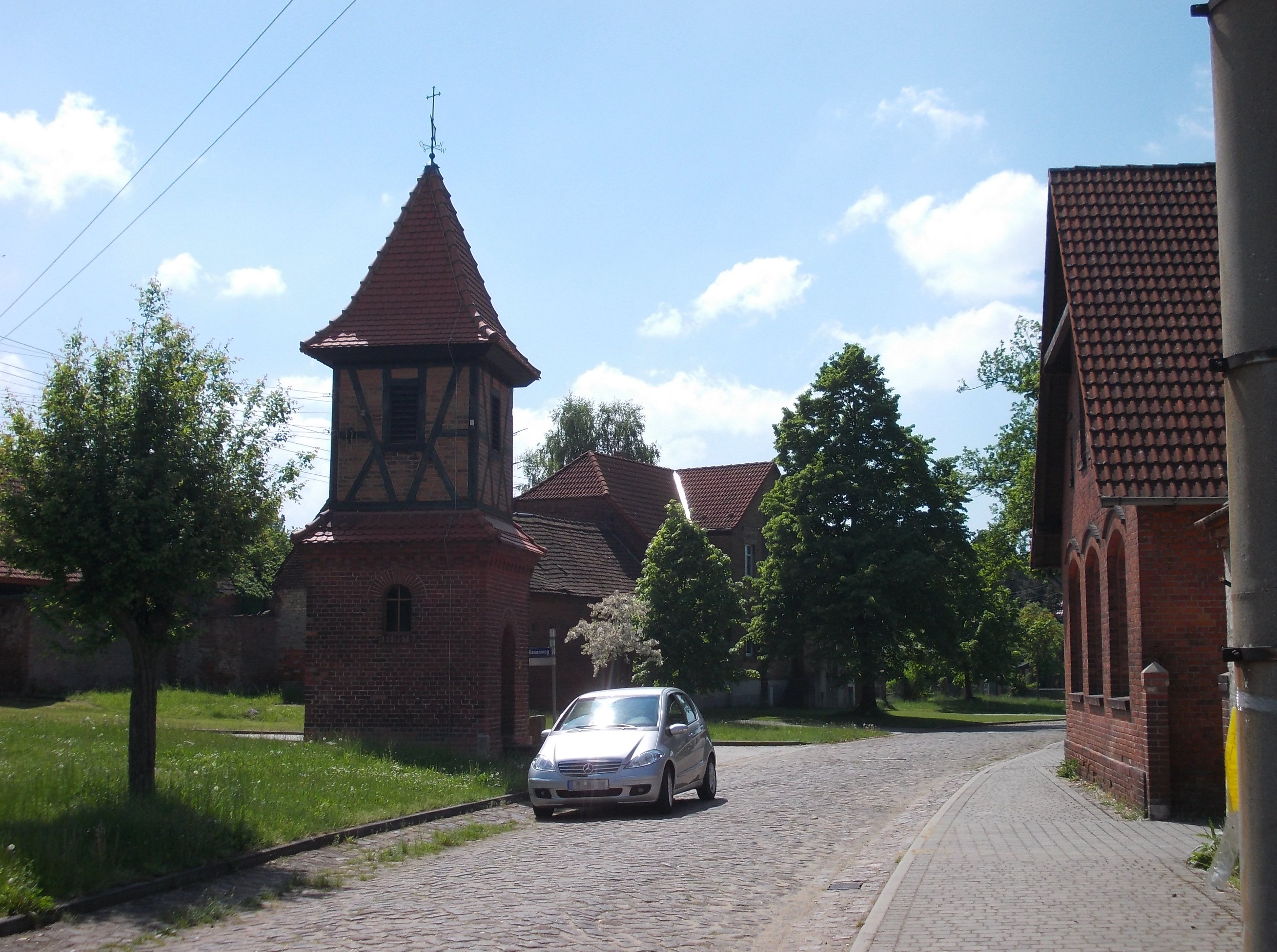
Колокольня в Утхаузене
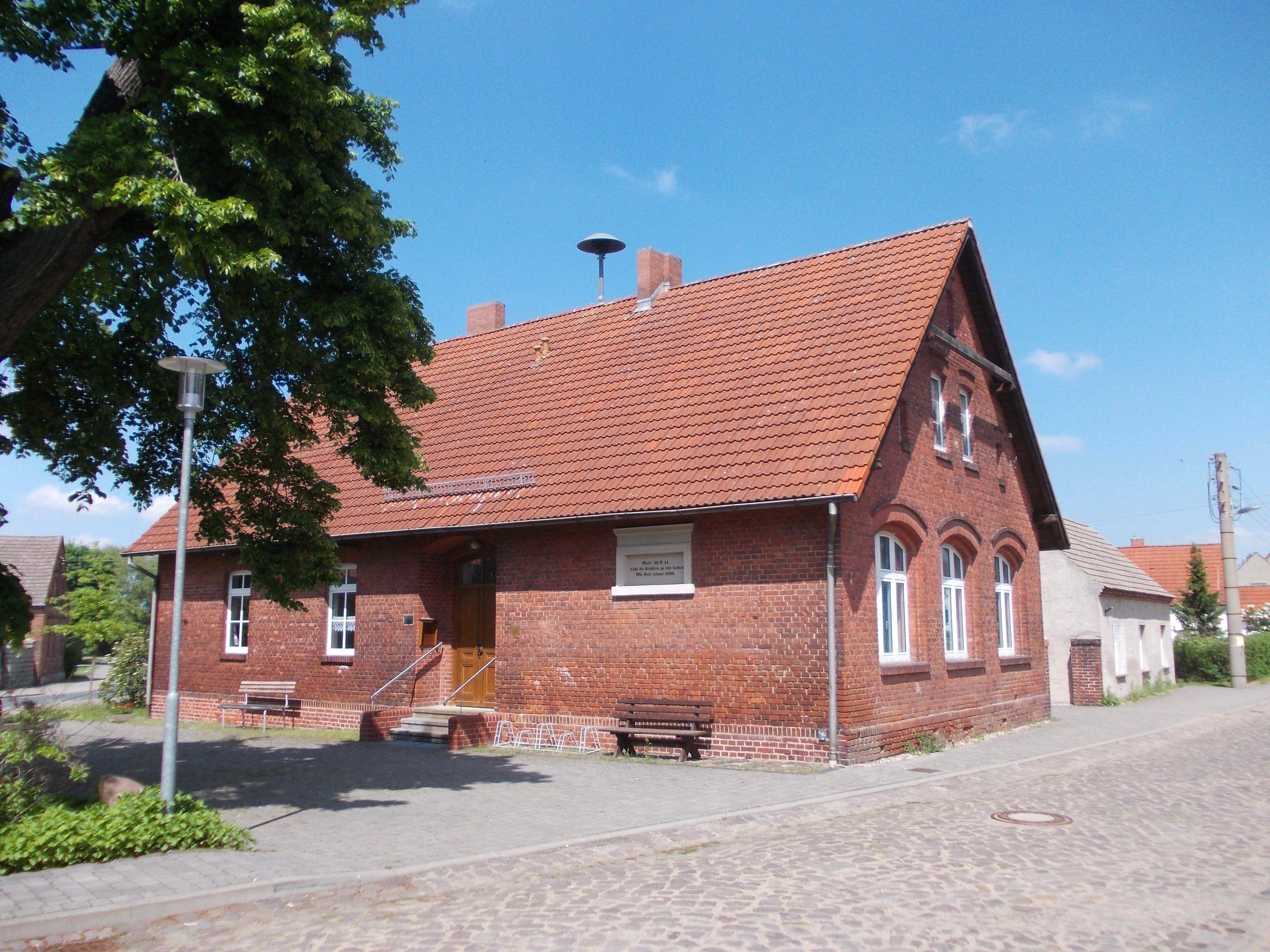
Старая школа